# Colorado Caribous
O Colorado Caribous (ou  "The Caribous do Colorado", como eram oficialmente conhecidos) foi um time de futebol profissional baseado em Denver, Colorado, que jogava na North American Soccer League . Seus principais proprietários eram o futuro governador do estado de Washington, Booth Gardner, e Jim Guercio, proprietário do Caribou Ranch . 

## História
Eles jogaram apenas uma temporada em 1978, sendo treinados por Dave Clements, que também era jogador da equipe, e Dan Wood . Seu campo de origem era Mile High Stadium . A criação dos Caribous marcou o retorno do futebol profissional da primeira divisão a Denver após uma ausência de dois anos causada pela realocação do Denver Dynamos para Minneapolis em 1976. Durante a sua única temporada na Mile High City, a nova equipe teve o maior recorde negativo de vitórias do campeonato (8-22) e terminou em último lugar na Divisão Central da Conferência Nacional. Após a temporada, o clube se mudou para Atlanta para se tornar o Atlanta Chiefs . 

### Uniformes
O legado duradouro do Caribe é de um dos uniformes mais incomuns e infames da história do futebol. Indo com um motivo de estilo ocidental, os jogadores usavam camisetas marrons e bronzeadas que incluíam uma tira de couro no peito. Em 2009, os uniformes foram eleitos o "pior uniforme de futebol da história" pelos leitores do site de design esportivo Uni Watch. 
Em 1 de abril de 2014, o Colorado Rapids da MLS anunciou que o clube usaria camisas "throwback" do Caribou para um próximo jogo em casa.  Foi rapidamente revelado como uma piada de Primeiro de Abril, mas não antes de a equipe ser inundada de telefonemas e e-mails de fãs perguntando-se onde poderiam comprar os infames insucessos. 

## Treinadores
- Dave Clements
- Dan Wood